# Vinça
Vinça  ou Vinçà (catalan) est une commune située dans le centre du département des Pyrénées-Orientales. Sur le plan historique et culturel, la commune est dans le pays de Conflent, correspondant à l'ensemble des vallées pyrénéennes qui « confluent » avec le lit creusé par la Têt entre Mont-Louis et Rodès.
Exposée à un climat méditerranéen, elle est drainée par la Têt, la Lentillà, la rivière de Tarérach et par deux autres cours d'eau. La commune possède un patrimoine naturel remarquable : un site Natura 2000 (les « sites à chiroptères des Pyrénées-Orientales ») et deux zones naturelles d'intérêt écologique, faunistique et floristique.
Vinça est une commune rurale qui compte 2 205 habitants en 2022. Elle est dans l'unité urbaine de Vinça et fait partie de l'aire d'attraction de Perpignan. Ses habitants sont appelés les Vinçannais ou  Vinçannaises.

## Géographie

### Localisation
La commune de Vinça se trouve dans le département des Pyrénées-Orientales, en région Occitanie.
Elle se situe à 30 km à vol d'oiseau de Perpignan, préfecture du département, à 9 km de Prades, sous-préfecture, et à 22 km d'Amélie-les-Bains-Palalda, bureau centralisateur du canton du Canigou dont dépend la commune depuis 2015 pour les élections départementales.
La commune fait en outre partie du bassin de vie de Prades.
Les communes les plus proches sont : 
Rigarda (2,3 km), Rodès (3,0 km), Joch (3,1 km), Finestret (3,5 km), Marquixanes (3,5 km), Espira-de-Conflent (4,0 km), Arboussols (4,1 km), Bouleternère (4,8 km).
Sur le plan historique et culturel, Vinça fait partie de la région de Conflent, héritière de l'ancien comté de Conflent et de la viguerie de Conflent. Ce pays correspond à l'ensemble des vallées pyrénéennes qui « confluent » avec le lit creusé par la Têt entre Mont-Louis, porte de la Cerdagne, et Rodès, aux abords de la plaine du Roussillon.

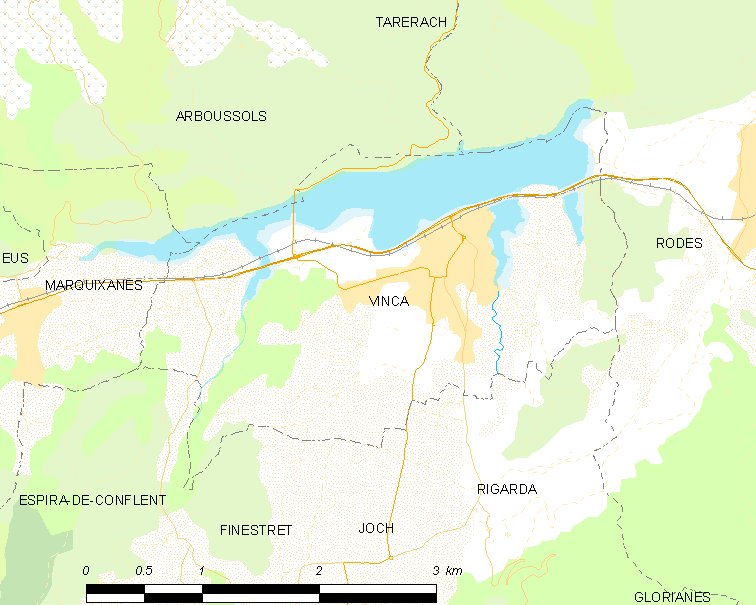
Situation de la commune.

|                               | Arboussols |         |
| Marquixanes                   | Vinça      | Rodès   |
| Espira-de-Conflent ,Finestret | Joch       | Rigarda |

### Géologie et relief

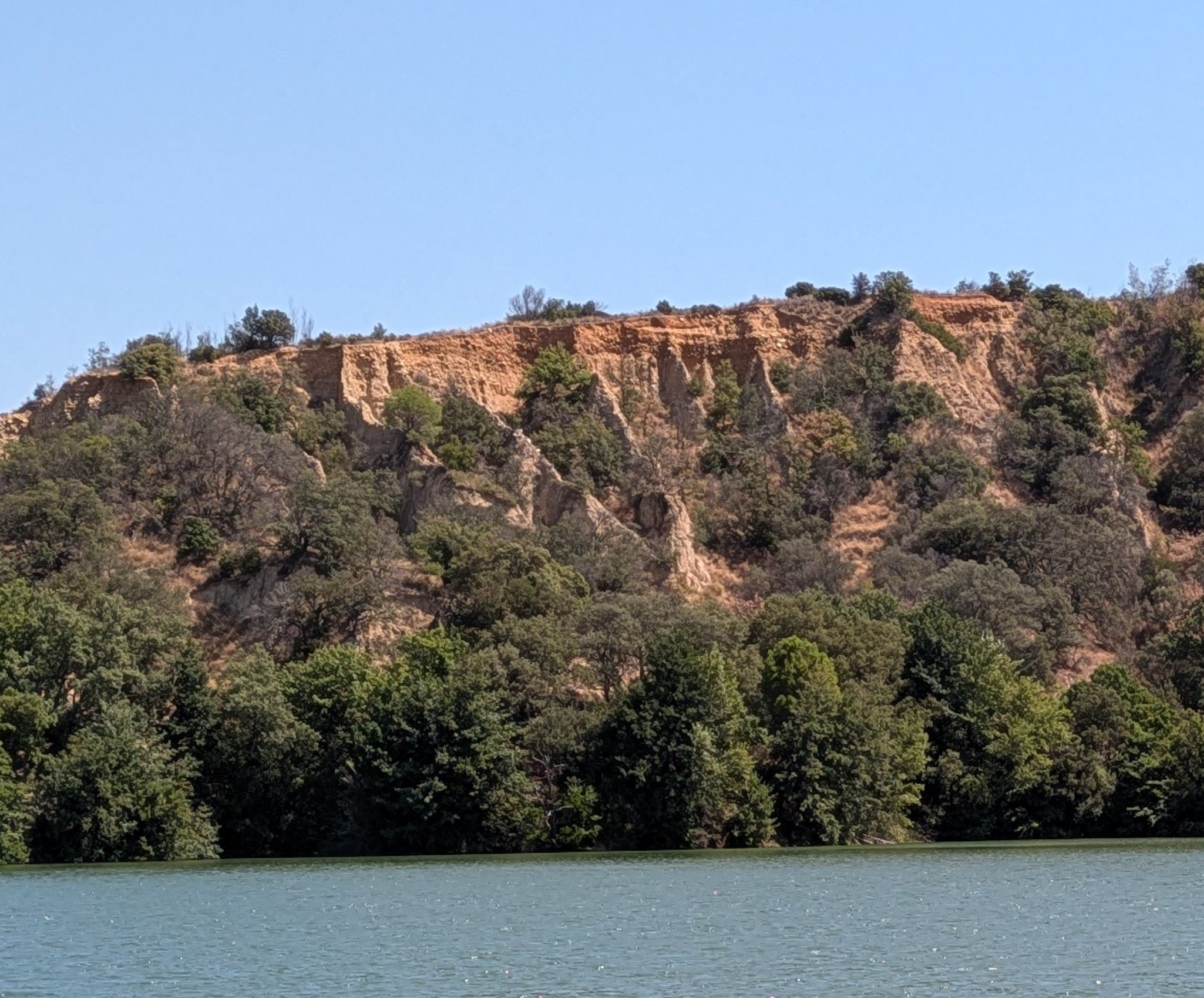
Formations du Pliocène inférieur, Lac des Escoumes, Vinça,. Il y a environ 5 Ma, le niveau de la mer Méditerranée s'est élevé rapidement (la "transgression zancléenne"). La mer est montée presque jusqu'à Vinça. Elle a laissé des couches marines (deltaïques) de sable et de gravier, représentées par la couche inférieure (de couleur plus claire) des deux couches visibles sur cette image. La couche supérieure, de couleur rouille, est d'origine continentale ("fluviotorrentiel"). Elle contient une variété de gros galets apportés par le "paléo-Têt" depuis les collines et les montagnes de l'intérieur - granit, gneiss, marbre, schiste, quartzite, etc.

La commune est classée en zone de sismicité 3, correspondant à une sismicité modérée.

### Climat
Pour des articles plus généraux, voir Climat de l'Occitanie et Climat des Pyrénées-Orientales.
En 2010, le climat de la commune est de type climat méditerranéen franc, selon une étude du CNRS s'appuyant sur une série de données couvrant la période 1971-2000. En 2020, Météo-France publie une typologie des climats de la France métropolitaine dans laquelle la commune est exposée à un climat de montagne ou de marges de montagne et est dans la région climatique Pyrénées orientales, caractérisée par une faible pluviométrie, un très bon ensoleillement (2 600 h/an), un air sec, particulièrement en hiver et peu de brouillards.
Pour la période 1971-2000, la température annuelle moyenne est de 13,8 °C, avec une amplitude thermique annuelle de 14,9 °C. Le cumul annuel moyen de précipitations est de 796 mm, avec 6 jours de précipitations en janvier et 3,6 jours en juillet. Pour la période 1991-2020, la température moyenne annuelle observée sur la station météorologique la plus proche, située sur la commune d'Eus à 6 km à vol d'oiseau, est de 13,6 °C et le cumul annuel moyen de précipitations est de 539,8 mm,. Pour l'avenir, les paramètres climatiques de la commune estimés pour 2050 selon différents scénarios d’émission de gaz à effet de serre sont consultables sur un site dédié publié par Météo-France en novembre 2022.

### Milieux naturels et biodiversité

#### Réseau Natura 2000
Le réseau Natura 2000 est un réseau écologique européen de sites naturels d'intérêt écologique élaboré à partir des directives habitats et oiseaux, constitué de zones spéciales de conservation (ZSC) et de zones de protection spéciale (ZPS).
Un site Natura 2000 a été défini sur la commune au titre de la directive habitats : les « sites à chiroptères des Pyrénées-Orientales », d'une superficie de 2 437 ha, abritent  d'importantes colonies d'espèces de chauves-souris d'intérêt communautaire.

#### Zones naturelles d'intérêt écologique, faunistique et floristique
L’inventaire des zones naturelles d'intérêt écologique, faunistique et floristique (ZNIEFF) a pour objectif de réaliser une couverture des zones les plus intéressantes sur le plan écologique, essentiellement dans la perspective d’améliorer la connaissance du patrimoine naturel national et de fournir aux différents décideurs un outil d’aide à la prise en compte de l’environnement dans l’aménagement du territoire.
Une ZNIEFF de type 1 est recensée sur la commune :
les « coteaux du Fenouillèdes et Roc del Maure » (1 147 ha), couvrant 5 communes du département et une ZNIEFF de type 2, : 
le « massif du Fenouillèdes » (34 157 ha), couvrant 40 communes dont une dans l'Aude et 39 dans les Pyrénées-Orientales.

## Urbanisme

### Typologie
Au 1er janvier 2024, Vinça est catégorisée bourg rural, selon la nouvelle grille communale de densité à sept niveaux définie par l'Insee en 2022.
Elle appartient à l'unité urbaine de Vinça, une agglomération intra-départementale regroupant quatre  communes, dont elle est ville-centre,,. Par ailleurs la commune fait partie de l'aire d'attraction de Perpignan, dont elle est une commune de la couronne,. Cette aire, qui regroupe 118 communes, est catégorisée dans les aires de 200 000 à moins de 700 000 habitants,.

### Occupation des sols
L'occupation des sols de la commune, telle qu'elle ressort de la base de données européenne d’occupation biophysique des sols Corine Land Cover (CLC), est marquée par l'importance des territoires agricoles (48,6 % en 2018), en diminution par rapport à 1990 (53,5 %). La répartition détaillée en 2018 est la suivante : 
cultures permanentes (29,3 %), eaux continentales (21,1 %), zones agricoles hétérogènes (19,3 %), zones urbanisées (14,3 %), forêts (8,7 %), milieux à végétation arbustive et/ou herbacée (7,4 %). L'évolution de l’occupation des sols de la commune et de ses infrastructures peut être observée sur les différentes représentations cartographiques du territoire : la carte de Cassini (XVIIIe siècle), la carte d'état-major (1820-1866) et les cartes ou photos aériennes de l'IGN pour la période actuelle (1950 à aujourd'hui).

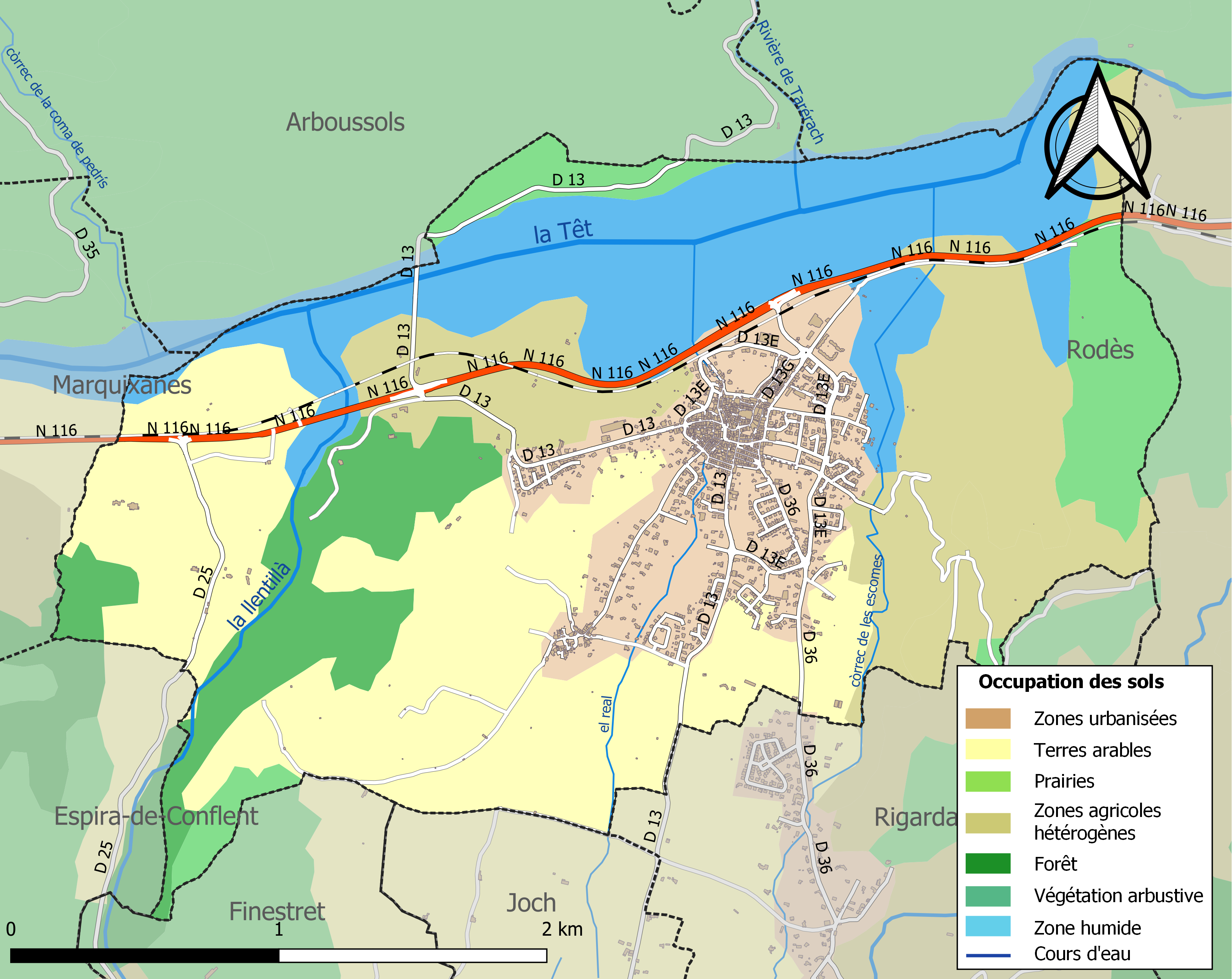
Carte des infrastructures et de l'occupation des sols de la commune en 2018 (CLC).

### Risques majeurs
Le territoire de la commune de Vinça est vulnérable à différents aléas naturels : inondations, climatiques (grand froid ou canicule), feux de forêts, mouvements de terrains et séisme (sismicité modérée). Il est également exposé à deux risques technologiques,  le transport de matières dangereuses et la rupture d'un barrage,.

#### Risques naturels
Certaines parties du territoire communal sont susceptibles d’être affectées par le risque d’inondation par crue torrentielle de cours d'eau du bassin de la Têt.
Les mouvements de terrains susceptibles de se produire sur la commune sont soit des mouvements liés au retrait-gonflement des argiles, soit des glissements de terrains, soit des chutes de blocs. Une cartographie nationale de l'aléa retrait-gonflement des argiles permet de connaître les sols argileux ou marneux susceptibles vis-à-vis de ce phénomène.

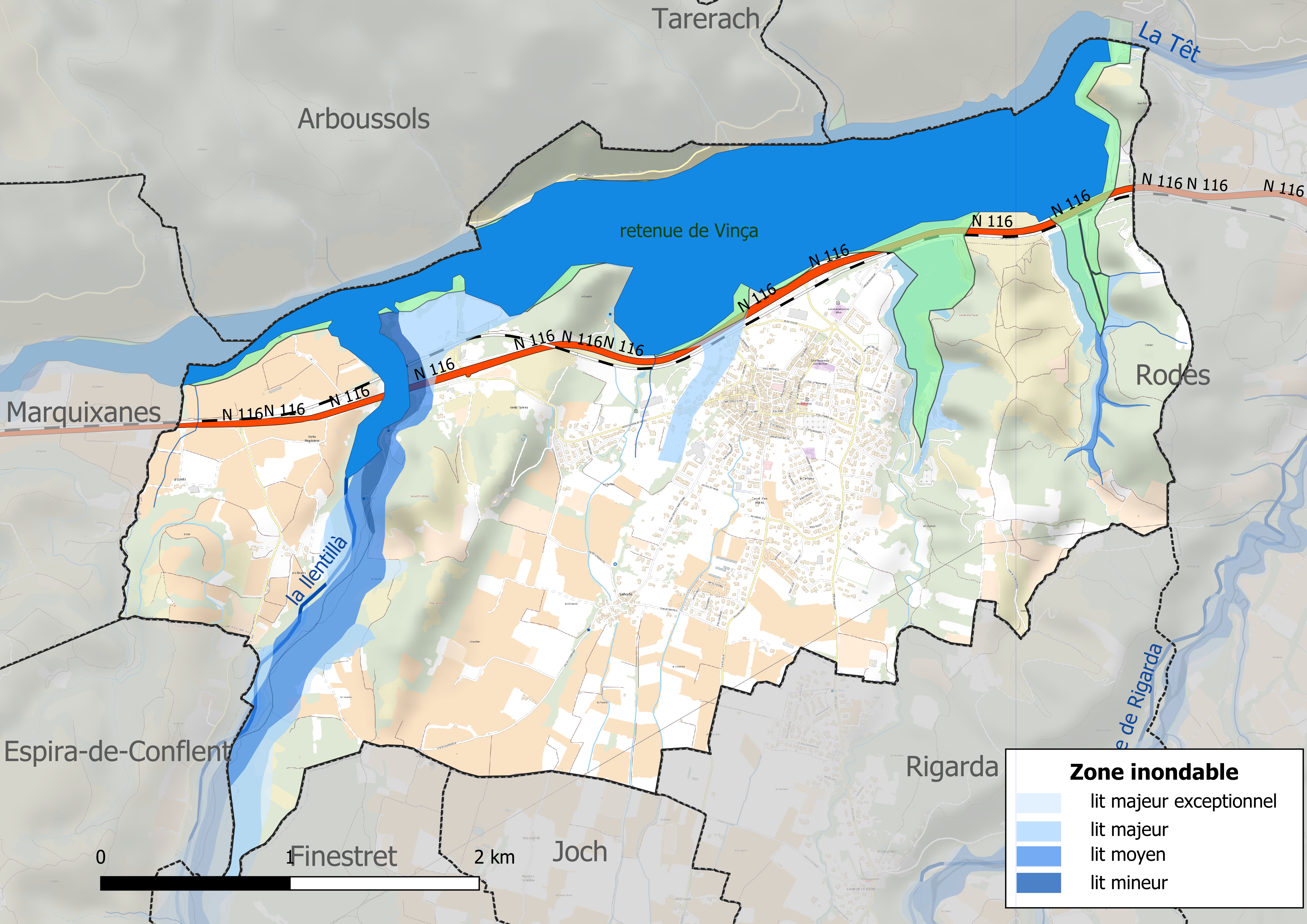
Carte des zones inondables.
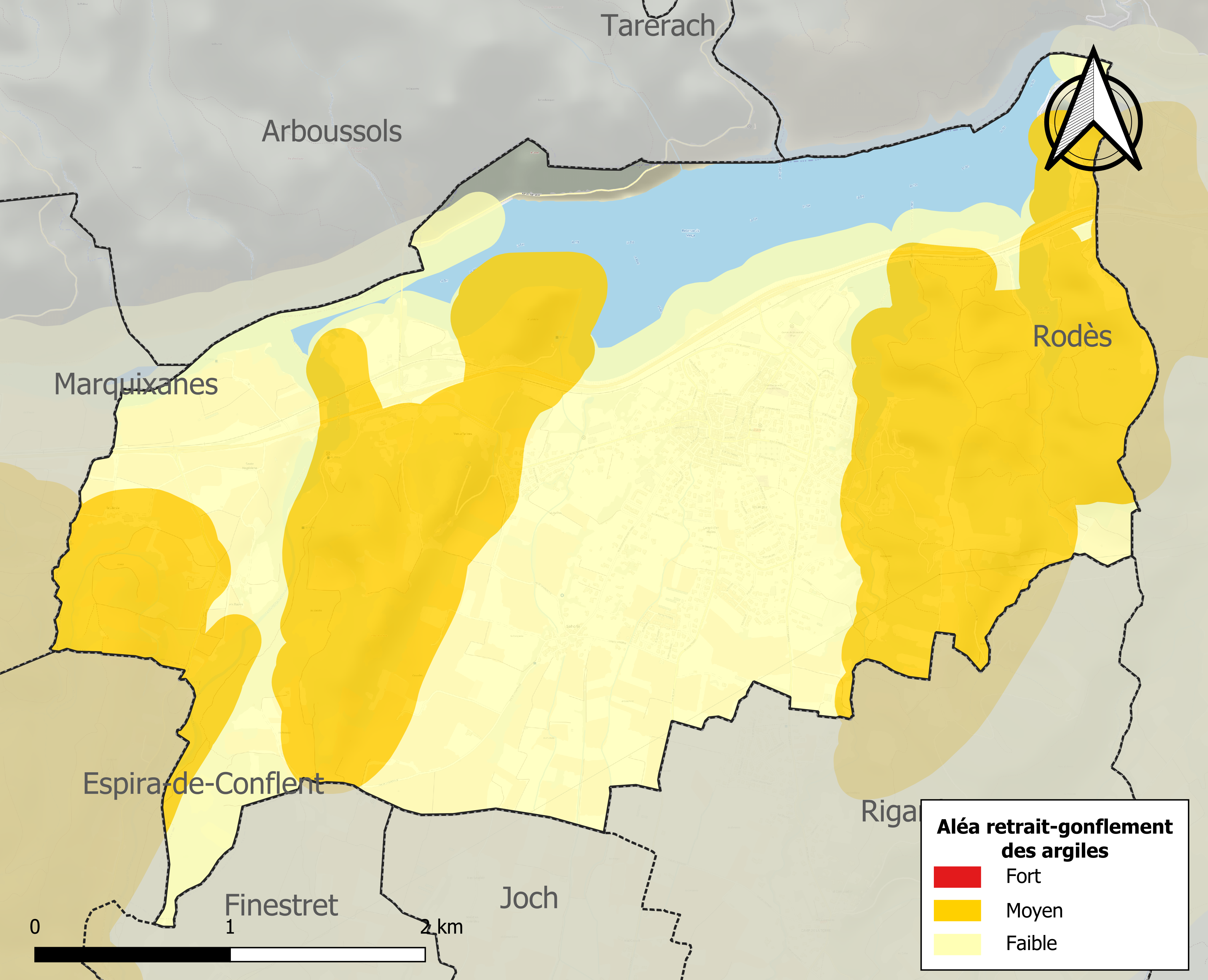
Carte des zones d'aléa retrait-gonflement des argiles.

#### Risques technologiques
Le risque de transport de matières dangereuses sur la commune est lié à sa traversée par une route à fort trafic. Un accident se produisant sur une telle infrastructure est en effet susceptible d’avoir des effets graves au bâti ou aux personnes jusqu’à 350 m, selon la nature du matériau transporté. Des dispositions d’urbanisme peuvent être préconisées en conséquence.
Dans le département des Pyrénées-Orientales, on dénombre sept grands barrages susceptibles d’occasionner des dégâts en cas de rupture. La commune fait partie des 66 communes susceptibles d’être touchées par l’onde de submersion consécutive à la rupture d’un de ces barrages, le Barrage des Bouillouses sur la Têt, un ouvrage de 17,5 m de hauteur construit en 1910.

## Toponymie
En catalan, le nom de la commune est Vinçà.
Le nom de Vinça provient de « Villa Vinciani », du nom d'une propriété rurale appartenant à un Vincius, à l'époque ibéro-romaine.

## Histoire
Lors de la création des communes en 1790, le hameau de Sahorle est rattaché à la commune de Vinça.

## Politique et administration

### Liste des maires
| Période                                  | Période      | Identité                     | Étiquette    | Qualité                                                       |
| ---------------------------------------- | ------------ | ---------------------------- | ------------ | ------------------------------------------------------------- |
| 1790                                     | 1791         | Sébastien Escanyé            |              | Conseiller général                                            |
| Les données manquantes sont à compléter. |              |                              |              |                                                               |
| 1793                                     | 1793         | Simon Battle                 |              |                                                               |
| 1794                                     | 1795         | Jean Molins Guille           |              |                                                               |
| 1795                                     | 1795         | Joseph Veyres                |              |                                                               |
| 1795                                     | 1797         | Jean Pierre Sardanne         |              |                                                               |
| 1798                                     | 1807         | Michel Cassany               |              |                                                               |
| 1807                                     | 1815         | Sébastien Escanyé            |              | Conseille Général                                             |
| 1815                                     | 1816         | Antoine Ballesse             |              |                                                               |
| 1816                                     | 1830         | Antoine De Pontich           |              |                                                               |
| 1830                                     | 1831         | Sébastien Escanyé            |              | Conseiller général                                            |
| 1831                                     | 1832         | Etienne Prats                |              |                                                               |
| 1832                                     | 1836         | Jean Jacques Escanye         |              |                                                               |
| 1836                                     | 1837         | Antoine Paillares d’Armangau |              |                                                               |
| 1837                                     | 1843         | Jean Jacques Escanye         |              |                                                               |
| 1843                                     | 1847         | Dominique Verges             |              |                                                               |
| 1847                                     | 1851         | Etienne Batlle               |              |                                                               |
| 1851                                     | 1852         | Paul Sallens                 |              |                                                               |
| 1852                                     | 1855         | Thomas Jocaveil              |              |                                                               |
| 1855                                     | 1870         | Auguste Lazerme              |              |                                                               |
| 1870                                     | 1871         | Léon Verges                  |              |                                                               |
| 1871                                     | 1875         | Auguste Lazerme              |              |                                                               |
| 1875                                     | 1876         | Sauveur De Girves            |              |                                                               |
| 1876                                     | 1877         | François Vailmary            |              |                                                               |
| 1876                                     | 1876         | Etienne Batlle               |              |                                                               |
| 1877                                     | 1878         | Sauveur De Girves            |              |                                                               |
| 1878                                     | 1878         | Jean de Massia               |              |                                                               |
| 1878                                     | 1892         | Pierre Alart                 |              |                                                               |
| 1892                                     | 1896         | Auguste Bes                  |              |                                                               |
| 1896                                     | 1898         | Jacques Morer                |              |                                                               |
| 1898                                     | 1906         | Michel Molins                |              |                                                               |
| 1906                                     | 1935         | Jean Gobern                  |              |                                                               |
| 19 mai 1935                              | 14 mars 1941 | Pierre Gipulo                | SFIO         | Négociant                                                     |
| 1941                                     | 1941         | Pierre Pages                 |              |                                                               |
| Les données manquantes sont à compléter. |              |                              |              |                                                               |
| 1944                                     | 1945         | Hyacinthe Gipulo             |              |                                                               |
| 1945                                     | 1946         | Pierre Gipulo                |              |                                                               |
| 1946                                     | 1949         | Julien Colomer               |              |                                                               |
| 1949                                     | mars 1959    | Michel Calmon                |              |                                                               |
| mars 1959                                | 1982         | Paul Coueffec                |              |                                                               |
| 1982                                     | mars 1983    | Jean Cuillel                 |              |                                                               |
| mars 1983                                | mars 1989    | Émile Luzzato                |              |                                                               |
| mars 1989                                | juin 1995    | Léon Trabis                  |              |                                                               |
| juin 1995                                | mars 2001    | Yves Blaize                  |              |                                                               |
| mars 2001                                | mars 2008    | Pierre Paillès               | DVD puis UMP |                                                               |
| mars 2008                                | juin 2021    | René Dragué                  | PS           | Retraité 2e vice-président de la CC Conflent Canigó (2015 → ) |
| juillet 2021                             | En cours     | Bruno Guérin                 |              |                                                               |

## Population et société

### Démographie ancienne
La population est exprimée en nombre de feux (f) ou d'habitants (H).
| 1355  | 1365  | 1378 | 1470  | 1515 | 1553 | 1709  | 1720  | 1767    |
| ----- | ----- | ---- | ----- | ---- | ---- | ----- | ----- | ------- |
| 118 f | 124 f | 67 f | 102 f | 98 f | 98 f | 259 f | 304 f | 1 613 H |

| 1774    | 1789  | - | - | - | - | - | - | - |
| ------- | ----- | - | - | - | - | - | - | - |
| 1 577 H | 393 f | - | - | - | - | - | - | - |

### Démographie contemporaine
L'évolution du nombre d'habitants est connue à travers les recensements de la population effectués dans la commune depuis 1793. Pour les communes de moins de 10 000 habitants, une enquête de recensement portant sur toute la population est réalisée tous les cinq ans, les populations de référence des années intermédiaires étant quant à elles estimées par interpolation ou extrapolation. Pour la commune, le premier recensement exhaustif entrant dans le cadre du nouveau dispositif a été réalisé en 2008.

En 2022, la commune comptait 2 205 habitants, en évolution de +8,09 % par rapport à 2016 (Pyrénées-Orientales : +3,92 %, France hors Mayotte : +2,11 %).
| 1793  | 1800  | 1806  | 1821  | 1831  | 1836  | 1841  | 1846  | 1851  |
| ----- | ----- | ----- | ----- | ----- | ----- | ----- | ----- | ----- |
| 1 334 | 1 657 | 1 794 | 1 891 | 2 004 | 2 066 | 2 040 | 2 021 | 2 131 |

| 1856  | 1861  | 1866  | 1872  | 1876  | 1881  | 1886  | 1891  | 1896  |
| ----- | ----- | ----- | ----- | ----- | ----- | ----- | ----- | ----- |
| 2 054 | 1 943 | 1 983 | 2 144 | 2 111 | 1 910 | 1 792 | 1 711 | 1 574 |

| 1901  | 1906  | 1911  | 1921  | 1926  | 1931  | 1936  | 1946  | 1954  |
| ----- | ----- | ----- | ----- | ----- | ----- | ----- | ----- | ----- |
| 1 732 | 1 644 | 1 708 | 1 664 | 1 593 | 1 517 | 1 524 | 1 532 | 1 609 |

| 1962  | 1968  | 1975  | 1982  | 1990  | 1999  | 2006  | 2008  | 2013  |
| ----- | ----- | ----- | ----- | ----- | ----- | ----- | ----- | ----- |
| 1 610 | 1 622 | 1 587 | 1 589 | 1 655 | 1 666 | 1 833 | 1 880 | 1 955 |

| 2018  | 2022  | - | - | - | - | - | - | - |
| ----- | ----- | - | - | - | - | - | - | - |
| 2 111 | 2 205 | - | - | - | - | - | - | - |

Note : À partir de 1790, la population de Sahorle est recensée avec celle de Vinça.
| selon la population municipale des années : | 1968 | 1975 | 1982 | 1990 | 1999 | 2006 | 2009 | 2013 |
| Rang de la commune dans le département      | 33   | 35   | 43   | 50   | 57   | 57   | 57   | 57   |
| Nombre de communes du département           | 232  | 217  | 220  | 225  | 226  | 226  | 226  | 226  |

### Enseignement
Le secteur du collège est Ille-sur-Têt.

### Sports

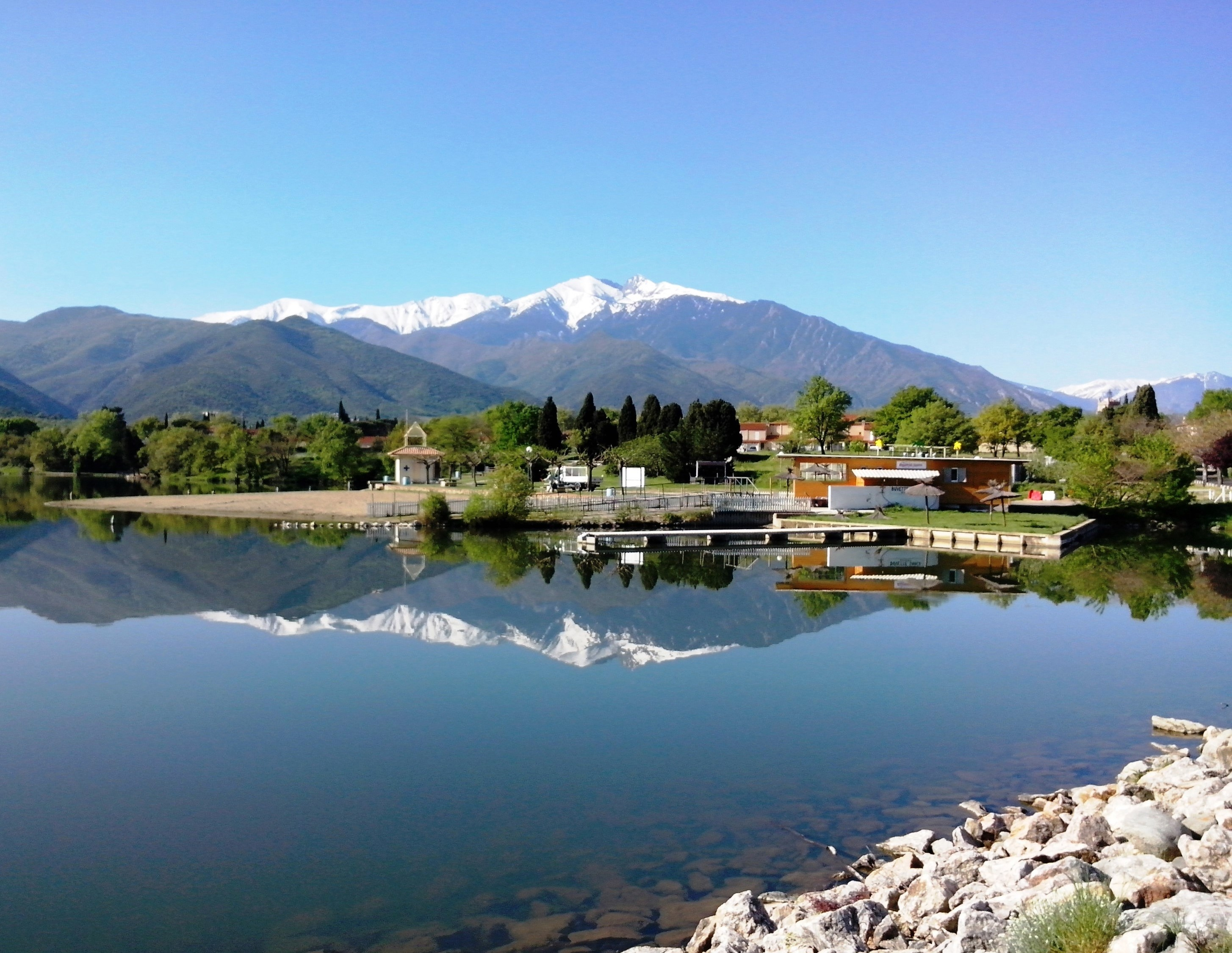
Le lac de les Escomes (ou Lac des Escoumes), Vinça. Au fond : le massif du Canigou.

### Manifestations culturelles et festivités
- Fête patronale : 7 janvier[49] ;
- Foire : 30 novembre[49] ;
- Marché : mardi et jeudi[49].

## Économie

### Revenus
En 2018, la commune compte 1 025 ménages fiscaux, regroupant 2 095 personnes. La médiane du revenu disponible par unité de consommation est de 19 120 € (19 350 € dans le département). 37 % des ménages fiscaux sont imposés (42,1 % dans le département).

### Emploi
|                | 2008   | 2013   | 2018   |
| -------------- | ------ | ------ | ------ |
| Commune        | 8,9 %  | 12,3 % | 13,5 % |
| Département    | 10,3 % | 12,9 % | 13,3 % |
| France entière | 8,3 %  | 10 %   | 10 %   |

En 2018, la population âgée de 15 à 64 ans s'élève à 1 114 personnes, parmi lesquelles on compte 71,3 % d'actifs (57,8 % ayant un emploi et 13,5 % de chômeurs) et 28,7 % d'inactifs,. En  2018, le taux de chômage communal (au sens du recensement) des 15-64 ans est supérieur à celui de la France et du département, alors qu'il était inférieur à celui du département en 2008.
La commune fait partie de la couronne de l'aire d'attraction de Perpignan, du fait qu'au moins 15 % des actifs travaillent dans le pôle,. Elle compte 324 emplois en 2018, contre 345 en 2013 et 346 en 2008. Le nombre d'actifs ayant un emploi résidant dans la commune est de 648, soit un indicateur de concentration d'emploi de 50 % et un taux d'activité parmi les 15 ans ou plus de 44,7 %.
Sur ces 648 actifs de 15 ans ou plus ayant un emploi, 189 travaillent dans la commune, soit 29 % des habitants. Pour se rendre au travail, 79,4 % des habitants utilisent un véhicule personnel ou de fonction à quatre roues, 2,6 % les transports en commun, 10,6 % s'y rendent en deux-roues, à vélo ou à pied et 7,3 % n'ont pas besoin de transport (travail au domicile).

### Activités hors agriculture

#### Secteurs d'activités
160 établissements sont implantés  à Vinça au 31 décembre 2019. Le tableau ci-dessous en détaille le nombre par secteur d'activité et compare les ratios avec ceux du département,.
| Secteur d'activité                                                                                        | Commune | Commune | Département |
| Secteur d'activité                                                                                        | Nombre  | %       | %           |
| --- | ------- | ------- | ----------- |
| Ensemble                                                                                                  | 160     | 100 %   | (100 %)     |
| Industrie manufacturière, industries extractives et autres                                                | 12      | 7,5 %   | (8,7 %)     |
| Construction                                                                                              | 21      | 13,1 %  | (14,3 %)    |
| Commerce de gros et de détail, transports, hébergement et restauration                                    | 40      | 25 %    | (30,5 %)    |
| Information et communication                                                                              | 4       | 2,5 %   | (1,9 %)     |
| Activités financières et d'assurance                                                                      | 4       | 2,5 %   | (3 %)       |
| Activités immobilières                                                                                    | 12      | 7,5 %   | (6,2 %)     |
| Activités spécialisées, scientifiques et techniques et activités de services administratifs et de soutien | 19      | 11,9 %  | (13 %)      |
| Administration publique, enseignement, santé humaine et action sociale                                    | 35      | 21,9 %  | (13,9 %)    |
| Autres activités de services                                                                              | 13      | 8,1 %   | (8,5 %)     |

Le secteur du commerce de gros et de détail, des transports, de l'hébergement et de la restauration est prépondérant sur la commune puisqu'il représente 25 % du nombre total d'établissements de la commune (40 sur les 160 entreprises implantées  à Vinça), contre 30,5 % au niveau départemental.

#### Entreprises et commerces
Les quatre entreprises ayant leur siège social sur le territoire communal qui génèrent le plus de chiffre d'affaires en 2020 sont : 
- Macyva, commerce d'alimentation générale (625 k€)
- Deixonne Michel Bio, commerce de détail de fruits et légumes en magasin spécialisé (173 k€)
- Presse Vincanaise, commerce de détail de journaux et papeterie en magasin spécialisé (127 k€)
- Financiere Du Cpa, activités des marchands de biens immobiliers (5 k€)

### Agriculture
La commune est dans le Conflent, une petite région agricole occupant le centre-ouest du département des Pyrénées-Orientales. En 2020, l'orientation technico-économique de l'agriculture  sur la commune est la culture de fruits ou d'autres cultures permanentes. 
|               | 1988 | 2000 | 2010 | 2020 |
| ------------- | ---- | ---- | ---- | ---- |
| Exploitations | 102  | 45   | 22   | 13   |
| SAU (ha)      | 349  | 292  | 322  | 159  |

Le nombre d'exploitations agricoles en activité et ayant leur siège dans la commune est passé de 102 lors du recensement agricole de 1988  à 45 en 2000 puis à 22 en 2010 et enfin à 13 en 2020, soit une baisse de 87 % en 32 ans. Le même mouvement est observé à l'échelle du département qui a perdu pendant cette période 73 % de ses exploitations,. La surface agricole utilisée sur la commune a également diminué, passant de 349 ha en 1988 à 159 ha en 2020. Parallèlement la surface agricole utilisée moyenne par exploitation a augmenté, passant de 3 à 12 ha.
La diversité de cépages présents permet de produire des vins de type A.O.P « Côtes-du-Roussillon » et I.G.P « Côtes-catalanes » en blanc, rosé et rouge. Les vins produits localement sont commercialisés par la cave coopérative ainsi que par deux caves particulières.

## Culture locale et patrimoine

### Monuments et lieux touristiques
- Croix de cimetière du XVe siècle ( Classé MH (1910)) ;
- Croix Noell de la première moitié du XVe siècle ( Classé MH (1989)) ;
- Église Saint-Julien-et-Sainte-Baselisse de Vinça, église paroissiale ( Classé MH (1987)) ;
- Église Saint-Pierre de Belloch : ancien prieuré qui dépendait de l’abbaye d'Aurillac ( Inscrit MH (1974)) ;
- Chapelle Sainte-Marie-Madeleine de Sahorle.
- Chapelle du Carmel de Vinça.
- Chapelle Saint-Gaudérique de Vinça.
- Chapelle Saint-Sébastien de l’hôpital de Vinça.
- Ancien hospice ;
- Couvent des capucins ;
- Lac de barrage.

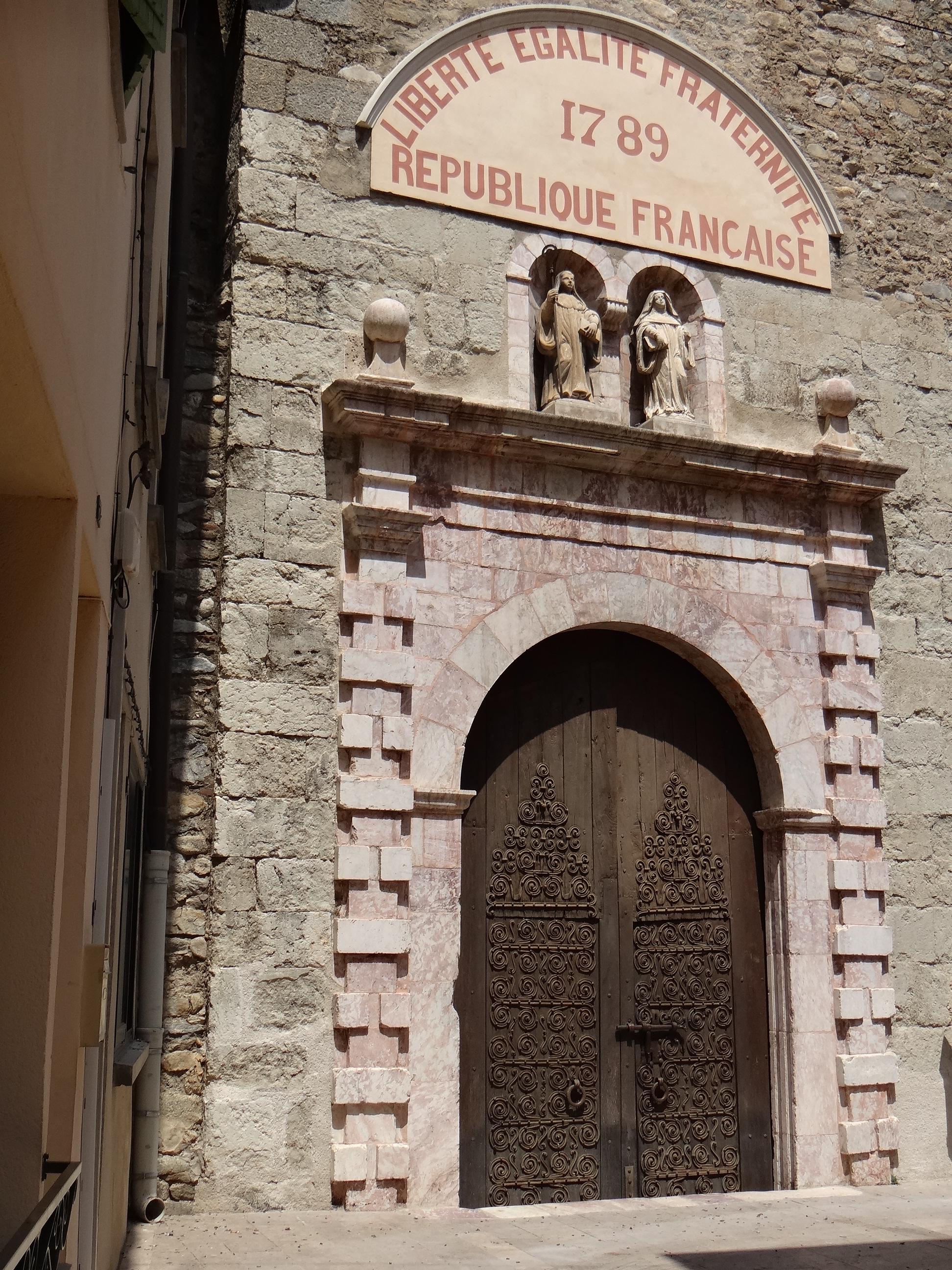
Façade de l'église Saint-Julien-et-Sainte-Baselisse
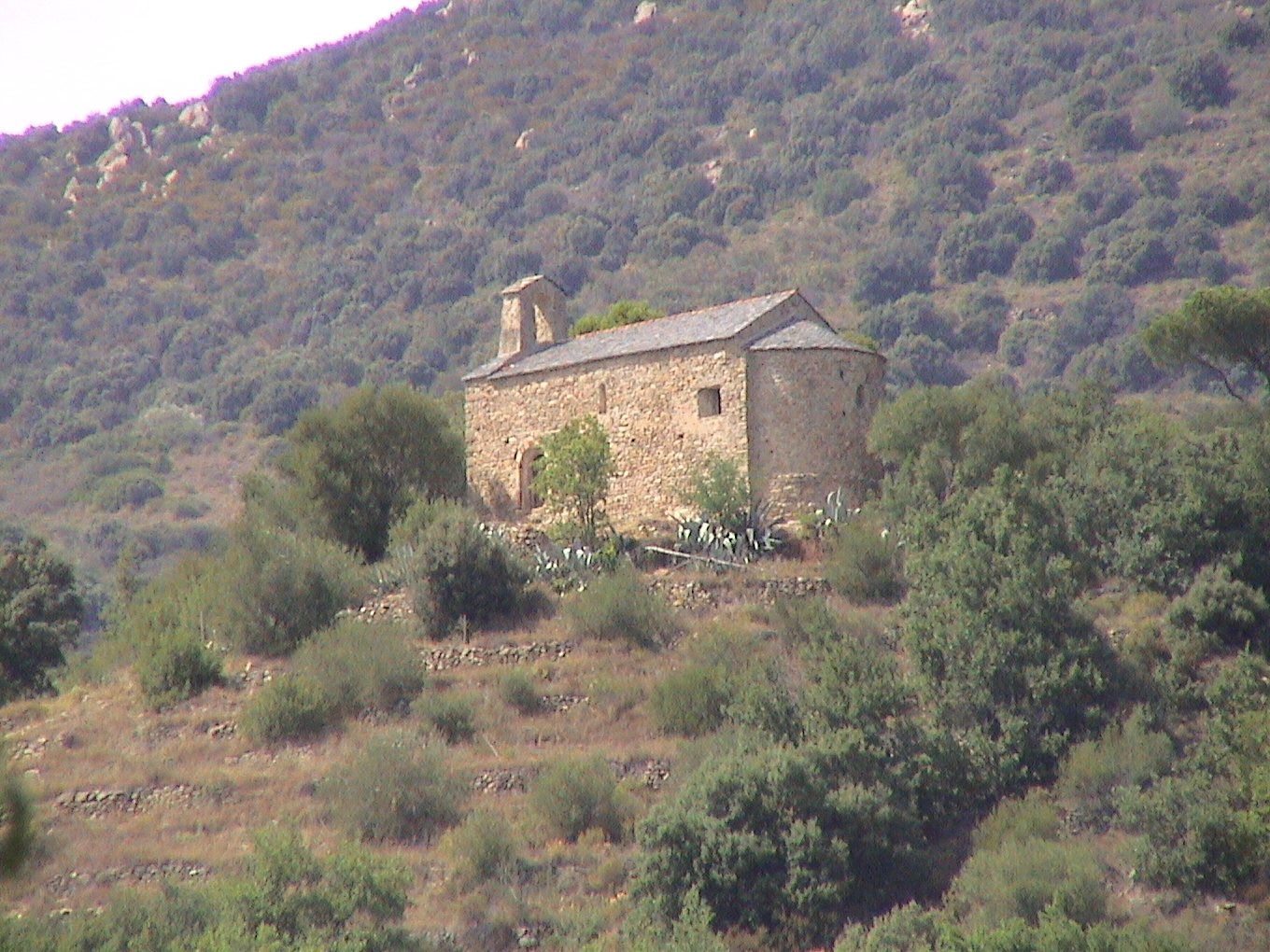
Église Saint-Pierre

### Personnalités liées à la commune
- Joseph Fabre (1741-1819) : homme politique né et mort à Vinça ;
- Louis Ribes (1756-vers 1830) : homme politique né et sans doute aussi mort à Vinça ;
- Sébastien Escanyé (1759-1832) : homme politique mort à Vinça ;
- Ferdinand Escanyé (1795-1874) : homme politique né à Vinça ;
- Bernard Alart (1824-1880) : archiviste et historien né et mort à Vinça ;
- Jules Alart (1876-1965) : banquier né à Vinça.

### Héraldique
| Blason de Vinça | Blason  | D'azur, à trois fleurs de lys d'or mal ordonnées, la première surmontée d'une couronne du même et accompagnée à dextre d'une lettre capitale V et à senestre d'une lettre capitale I, les deux de la pointe accompagnées entre elles de deux lettres capitales N et C soutenues d'une lettre capitale A, toutes d'argent. |
| Blason de Vinça | Détails | Le statut officiel du blason reste à déterminer. |